# Daboia mauritanica
Espèce
Synonymes
- Echidna mauritanica Duméril & Bibron, 1848
- Vipera lebetina mauritanica (Duméril & Bibron, 1848)
- Macrovipera mauritanica (Duméril & Bibron, 1848)
- Vipera confluenta (Cope, 1864)

Statut de conservation UICN

 NT  : Quasi menacé
Daboia mauritanica est une espèce de serpents de la famille des Viperidae. Le nom commun en français est vipère de Maurétanie ou plus rarement vipère de l'Atlas (qui peut cependant designer une autre espèce Vipera monticola). Ce serpent est responsable de près de la moitié des envenimations qui ont lieu au Maroc.

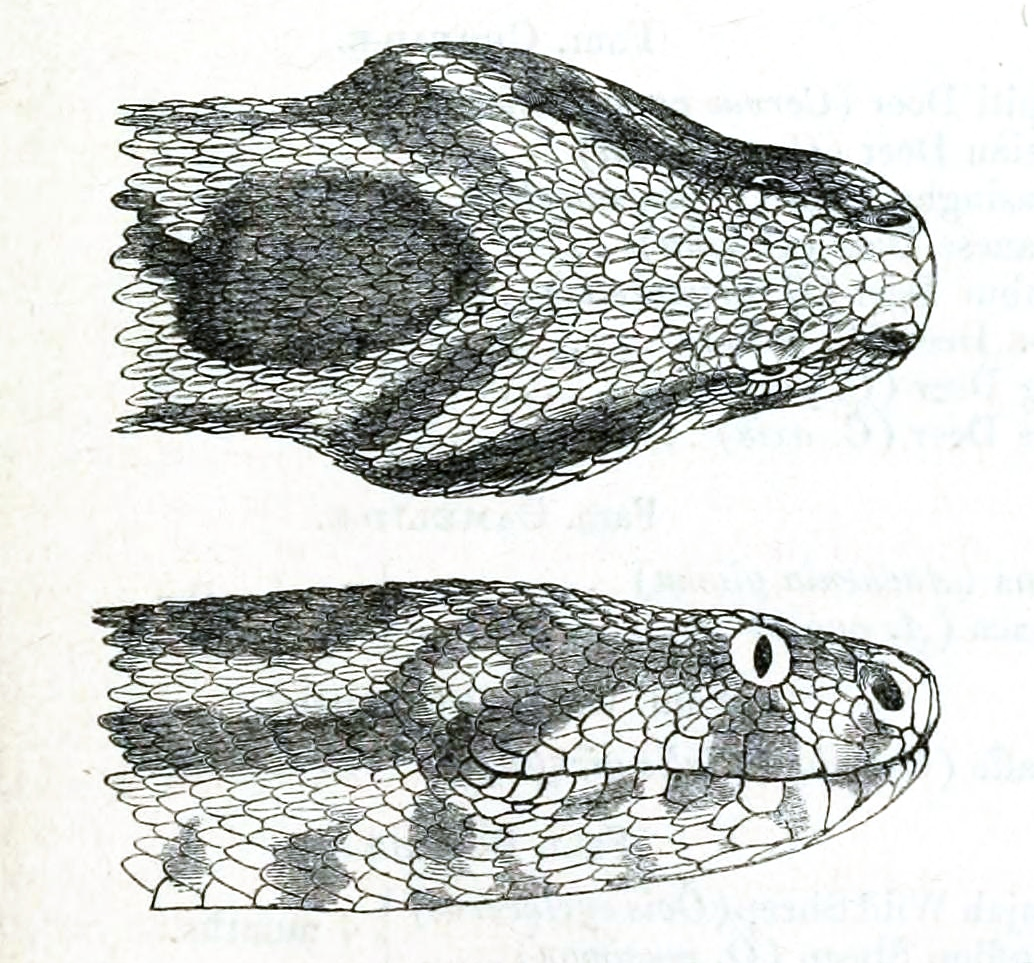
Caractéristiques de la vipère de l'Atlas.

## Répartition
Cette espèce se rencontre au Sahara occidental, au Maroc, dans le nord de l'Algérie et en Tunisie.

## Description
C'est un serpent venimeux qui peut atteindre 180 cm au maximum.

## Galerie

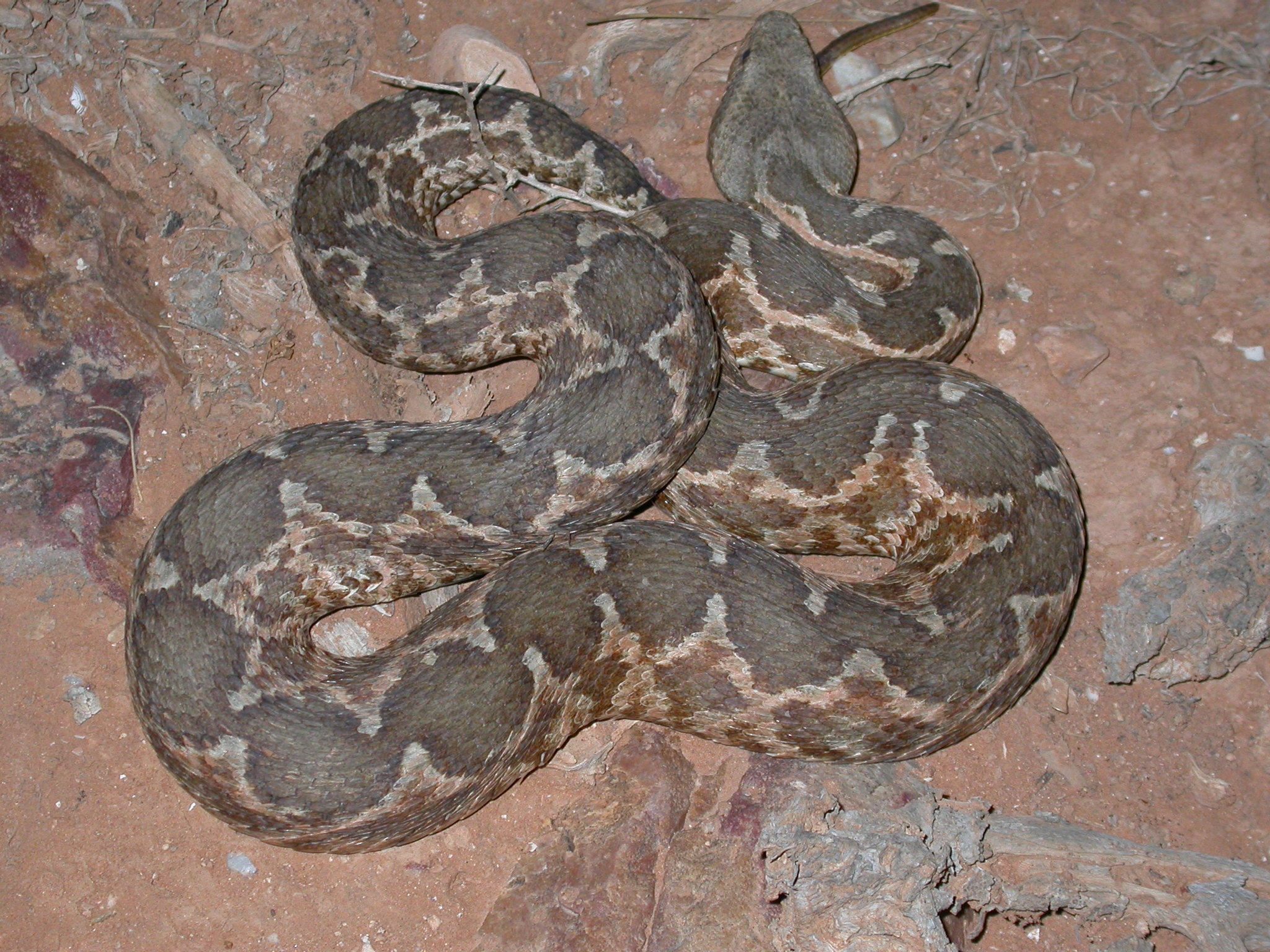
Daboia mauritanica
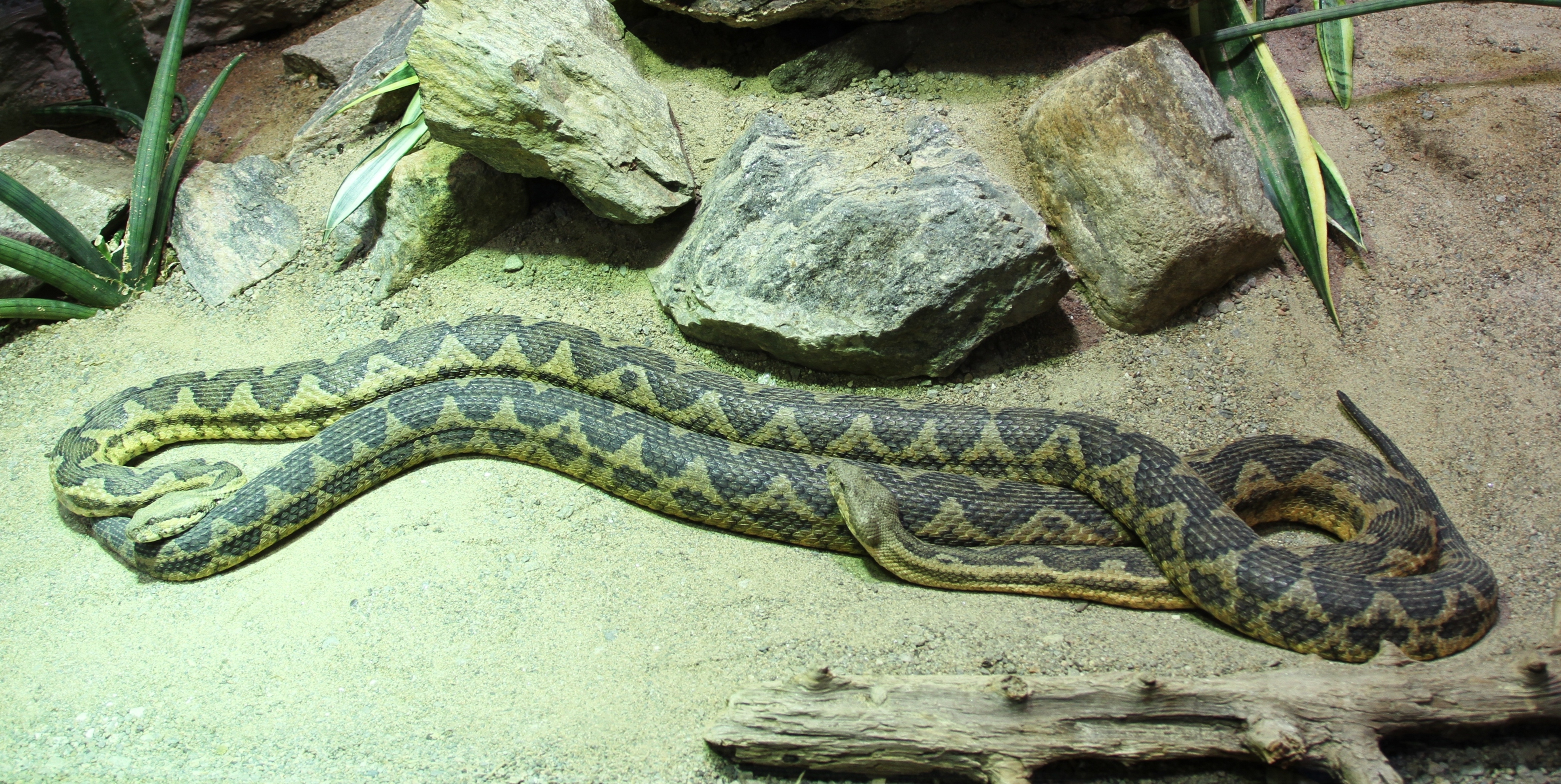
couple de Daboia mauritanica dans un zoo
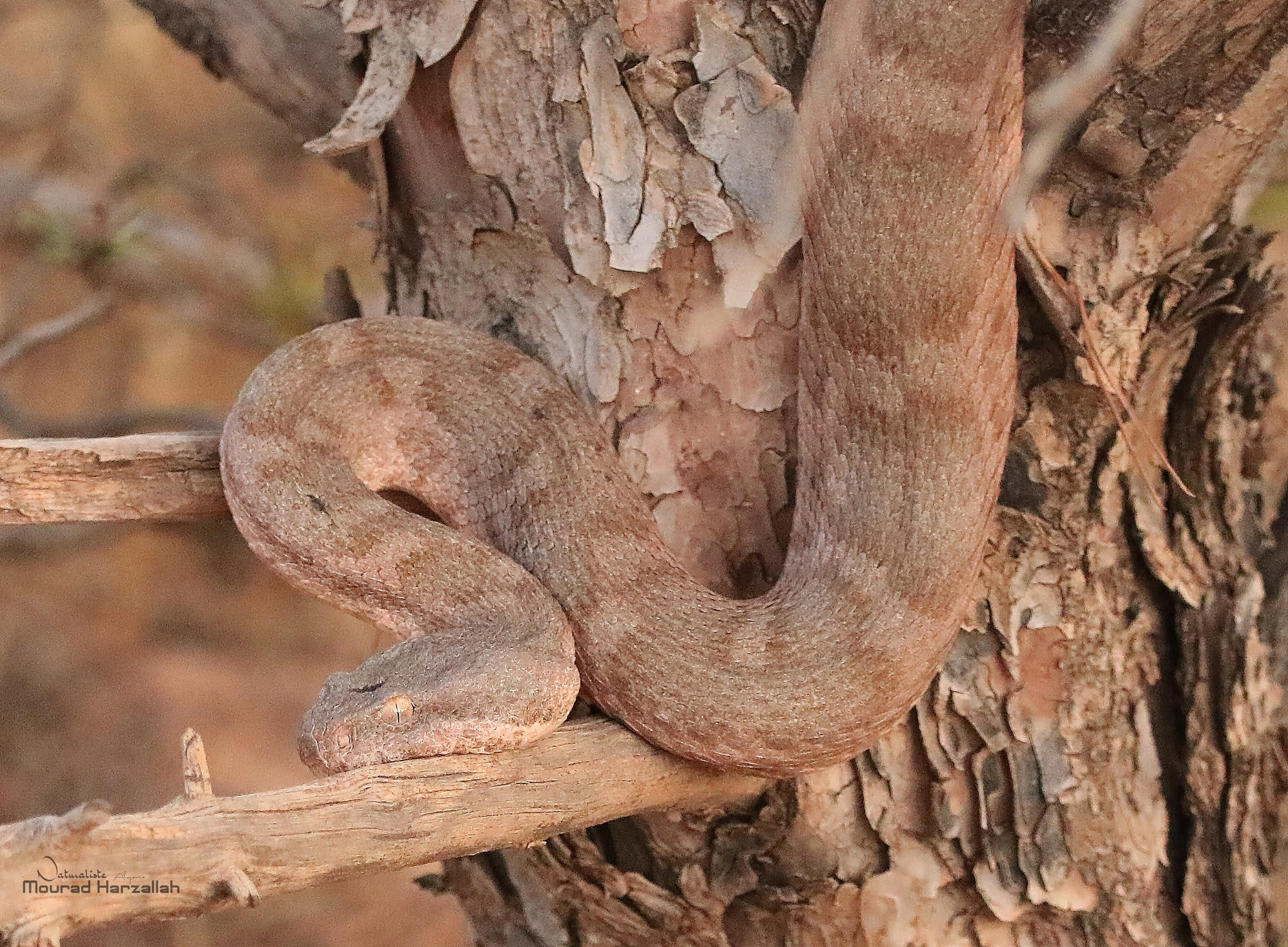
forme décolorée de Daboia mauritanica, très fréquente

## Taxinomie
Macrovipera mauritanica et Macrovipera deserti, ont été placées dans le genre Daboia sous les noms de Daboia mauritanica et Daboia deserti par Lenk, Kalyabina, Wink et Joger en 2001.

## Publication originale
- Duméril & Bibron, 1848 in Guichenot, 1848 : Exploration Scientifique de l'Algérie: Pendant les Années 1840, 1841, 1842. Sciences Physiques. Histoire Naturelle des Reptiles et des Poissons, vol. 5, Paris.